# Méthode de Monge
 (signalé en juillet 2025).
Si vous disposez d'ouvrages ou d'articles de référence ou si vous connaissez des sites web de qualité traitant du thème abordé ici, merci de compléter l'article en donnant les références utiles à sa vérifiabilité et en les liant à la section « Notes et références ».
- Archive Wikiwix
- Bing
- Cairn
- DuckDuckGo
- E. Universalis
- Gallica
- Google
- G. Books
- G. News
- G. Scholar
- Persée
- Qwant
- (zh) Baidu
- (ru) Yandex
- (wd) trouver des œuvres sur Wikidata

Pour les articles homonymes, voir Monge.

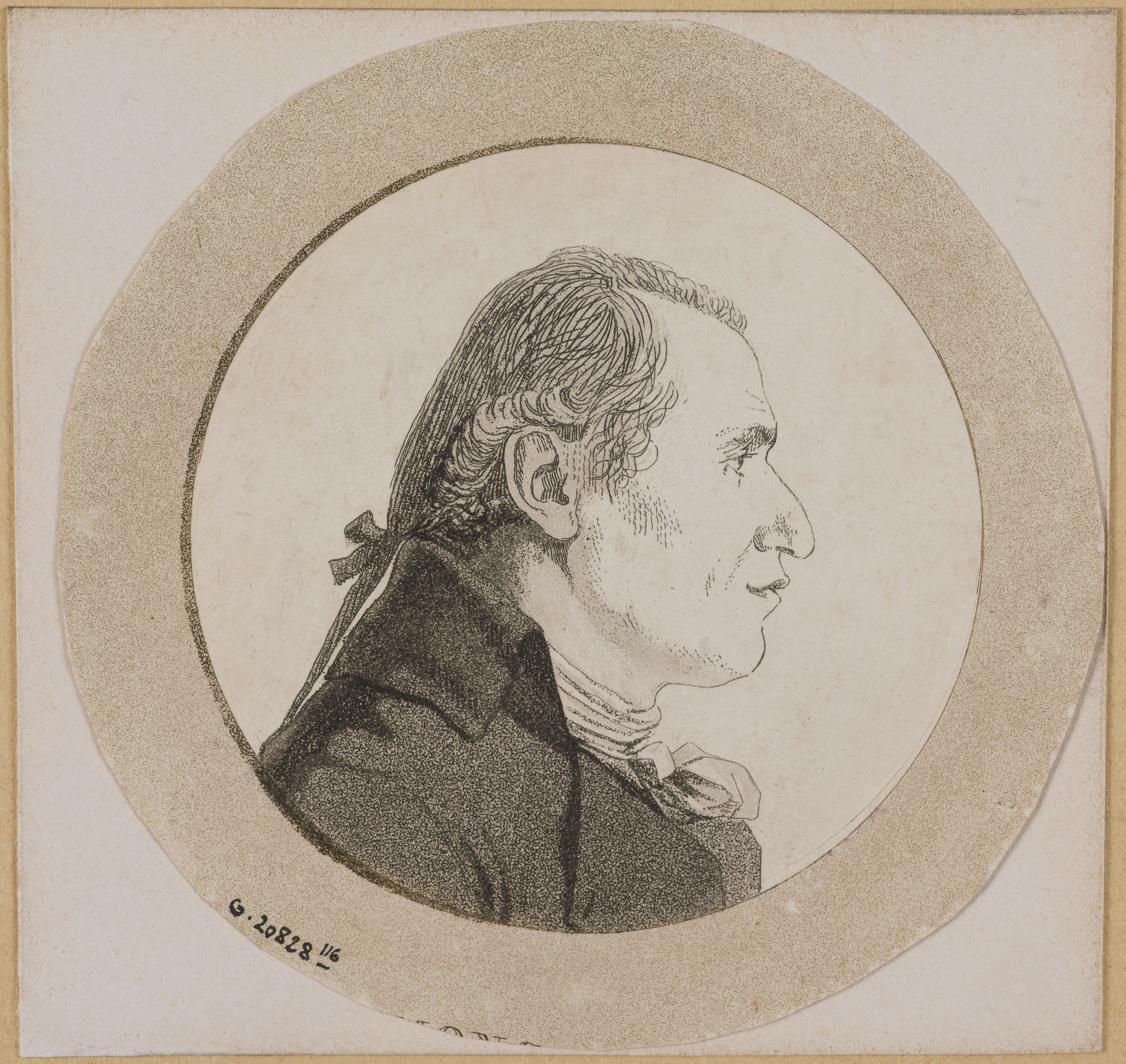
Gaspard Monge

En géométrie descriptive, la méthode de Monge (ou méthode des doubles projections orthogonales) est une méthode de représentation d'un objet dans l'espace euclidien.
Son nom dérive du mathématicien français Gaspard Monge qui l'a codifiée en la décrivant dans son ouvrage « Géométrie descriptive » ou « géométrie descriptive » (1798).
La méthode de Monge consiste à considérer les projections orthogonales d'un objet sur deux plans orthogonaux l'un à l'autre, puis à renverser un plan pour le faire coïncider avec l'autre.
Le premier plan de projection est horizontal, le second est vertical (ou frontal). Les projections respectives sont appelées plan et élévation. Le renversement s'effectue par rapport à la droite d'intersection des deux étages, dite ligne de sol.
Cette méthode fournit une représentation graphique plus complète que celle obtenue par une seule projection orthogonale et peut être obtenue avec des constructions plus simples qu'une représentation en perspective.

## Exemples

### Représentation d'un point
La projection orthogonale d'un point sur un plan est toujours un point. Dans la méthode de Monge, un point A dans l'espace est représenté par deux points A' et A'' qui se trouvent sur une droite (appelée ligne de référence) orthogonale à la ligne terrestre ; leurs distances (orientées) du point d'intersection sont respectivement la projection et la hauteur du point de départ.

### Représentation d'un segment
La projection orthogonale d'un segment sur un plan est toujours un segment, ou tout au plus un point si ce segment est perpendiculaire au plan dont les extrémités sont les projections du segment de départ. Dans la méthode de Monge un segment des extrêmes A et B est représenté par deux segments A'B' et A''B'' dont les extrêmes sont les représentations de A et B.